# Anil Kapoor

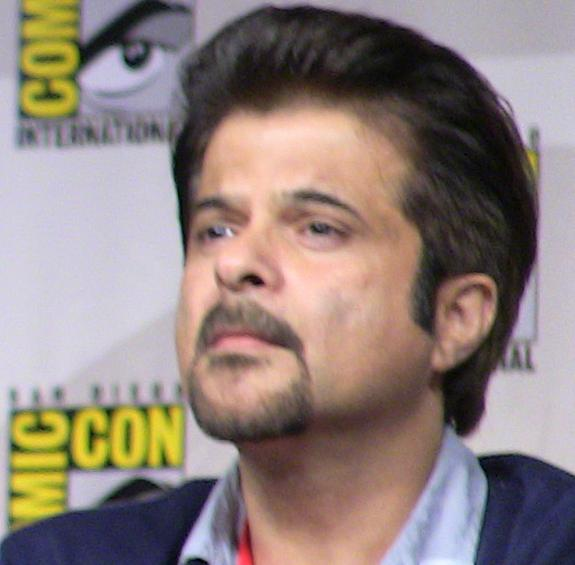
Anil Kapoor

Anil Kapoor (Hindi अनिल कपूर; * 24. Dezember 1956 in Mumbai, Indien) ist ein indischer Schauspieler und Produzent.

## Leben und Karriere
Erste Erfolge erzielte er 1984 mit seiner Rolle in Yash Chopras Drama Mashaal, wofür er einen Filmfare Award als bester Nebendarsteller erhielt, sowie für Shekhar Kapurs Science-Fiction-Film Mr. India im Jahr 1987. Den Filmfare Award für den besten Hauptdarsteller erhielt Anil Kapoor 1988 für N. Chandras Tezaab Is Acid und 1992 für Indra Kumars Beta.
Seine erste Rolle in einem internationalen Film war die des Prem Kumar, des Moderators der indischen Version von Who Wants to Be a Millionaire? im Oscar-prämierten Film Slumdog Millionär von Danny Boyle. In der 8. Staffel der amerikanischen TV-Serie 24 spielte Anil Kapoor den Staatschef des fiktiven islamischen Staates Kamistan namens Omar Hassan, der mit der amerikanischen Präsidentin ein Friedensabkommen abschließen möchte und durch ein Komplott daran gehindert werden soll.
Im Jahr 2011 spielte er an der Seite von Paula Patton und Tom Cruise in dem Actionfilm Mission: Impossible – Phantom Protokoll.
2018 wurde er in die Academy of Motion Picture Arts and Sciences berufen, die jährlich die Oscars vergibt.

## Filmografie
- 1979: Hamare Tumhare
- 1980: Hum Paanch
- 1982: Shakti
- 1983: Rachna
- 1983: Woh Saat Din
- 1984: Mashaal
- 1984: Laila
- 1984: Andar Bahaar
- 1984: Love Marriage
- 1985: Saaheb
- 1985: Meri Jung
- 1987: Mr. India
- 1988: Sone Pe Suhaaga
- 1988: Tezaab
- 1988: Integam
- 1989  Eeshwar
- 1989 Ram Lakhan
- 1990: Awaargi
- 1990: Kishen Kanhaiya
- 1991: Dharavi (Gastauftritt)
- 1992: Humlaa
- 1993: King Uncle – Der Millionär und das Waisenmädchen
- 1995: Trimurti – Der ewige Kreis der Liebe
- 1997: Virasat
- 1997: Deewana Mastana
- 1997: Judaai – Der Preis der Liebe
- 1998: Kabhi Na Kabhi
- 1998: Gharwali Baharwali
- 1998: Jhoot Bole Kauwa Kaate
- 1999: Hum Aapke Dil Mein Rehte Hain
- 1999: Biwi No.1
- 1999: Taal
- 1999: Karobaar
- 1999: Mann
- 2000: Bulandi
- 2000: Pukar
- 2000: Hamara Dil Aapke Paas Hai
- 2001: Lajja – Die Schande
- 2001: Nayak: The Real Hero
- 2002: Badhaai Ho Badhaai
- 2002: Om Jai Jagadish
- 2002: Rishtey
- 2003: Armaan – Liebe ist nicht käuflich
- 2003: Calcutta Mail
- 2004: Musafir
- 2005: Bewafaa (Untreu)
- 2005: My Wife’s Murder
- 2005: No Entry – Seitensprung verboten!
- 2005: Chocolate
- 2006: Darna Zaroori Hai
- 2006: Humko Deewana Kar Gaye – Liebe überwindet alle Grenzen
- 2007: Salaam-E-Ishq
- 2007: Welcome
- 2008: Tashan
- 2008: Yuvvraaj
- 2009: Slumdog Millionär
- 2009: Wanted
- 2010: No Problem
- 2010: 24 (Fernsehserie, 15 Folgen)
- 2010: Tees Maar Khan (Gastauftritt)
- 2011: Mission: Impossible – Phantom Protokoll (Mission: Impossible – Ghost Protocol)
- 2012: Tezz
- 2013: Race 2
- 2013: Shootout at Wadala
- 2013: Bombay Talkies
- 2013–2016: 24 (Fernsehserie, 48 Folgen)
- 2015: Dil Dhadakne Do
- 2015: Welcome Back
- 2017: Mubarakan
- 2017: Fanney Khan